# Gynnidomorpha attenuata
Gynnidomorpha attenuata es una especie de polilla tortrícida perteneciente a la tribu Cochylini, de la subfamilia Tortricinae, orden Lepidoptera.
Fue descrita científicamente por el entomólogo polaco Józef Razowski en 1984. Aparece registrada y publicada en una sección de Annales Zoologici Fennici 38, 246 de 1984.

## Distribución
Se distribuye por Asia, en Sri Lanka, en la ciudad de Nawalapitiya.